# Jocs Olímpics d'Estiu de 2008
Els Jocs Olímpics de 2008, oficialment anomenats Jocs de la XXIX Olimpíada van tenir lloc a la ciutat de Pequín, capital de la República Popular Xina, del 8 al 24 d'agost de 2008. El futbol es disputà a Qinhuangdao, Tianjin, Shenyang i Xangai, les regates de vela al port de Qingdao i les proves d'hípica a Hong Kong.

## Antecedents
La ciutat fou escollida el 13 de juliol de 2001 durant la sessió 112 del Comitè Olímpic Internacional a Moscou, amb 56 vots, derrotant a Toronto, París, Istanbul i Osaka (eliminada a la primera ronda de votacions). Anteriorment altres ciutats havien estat eliminades: Bangkok, L'Havana, Kuala Lumpur, el Caire i Sevilla.
| 112a sessió del Comitè Olímpic Internacional 13 de juliol de 2001, Moscou, Rússia |          |         |         |         |
| Ciutat                                                                            | Ciutat   | País    | Votació | Votació |
| 1                                                                                 | Pequín   | Xina    | 44      | 56      |
| 2                                                                                 | Toronto  | Canadà  | 20      | 22      |
| 3                                                                                 | París    | França  | 15      | 18      |
| 4                                                                                 | Istanbul | Turquia | 17      | 9       |
| 5                                                                                 | Osaka    | Japó    | 6       | -       |

Tot i que les candidatures de París i Toronto eren millors, el COI estava interessat en què els jocs se celebressin a la Xina, el país més poblat del planeta. Aquesta decisió fou molt discutida per les violacions dels drets humans a la Xina. Per a silenciar aquestes queixes es va escollir com a lema: Nou Pekín, Grans Jocs per a emfatitzar el canvi dels ideals del país pel nou mil·lenni.

## La Flama Olímpica

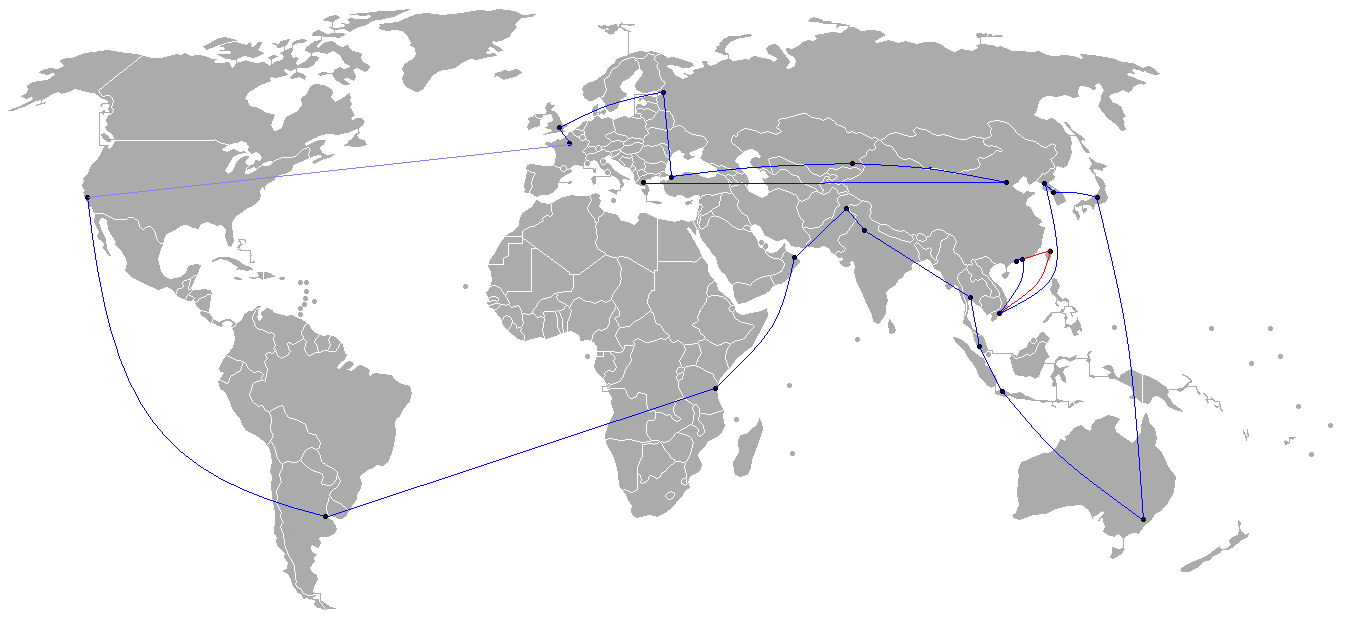
Ruta dels relleus de la torxa olímpica 2008

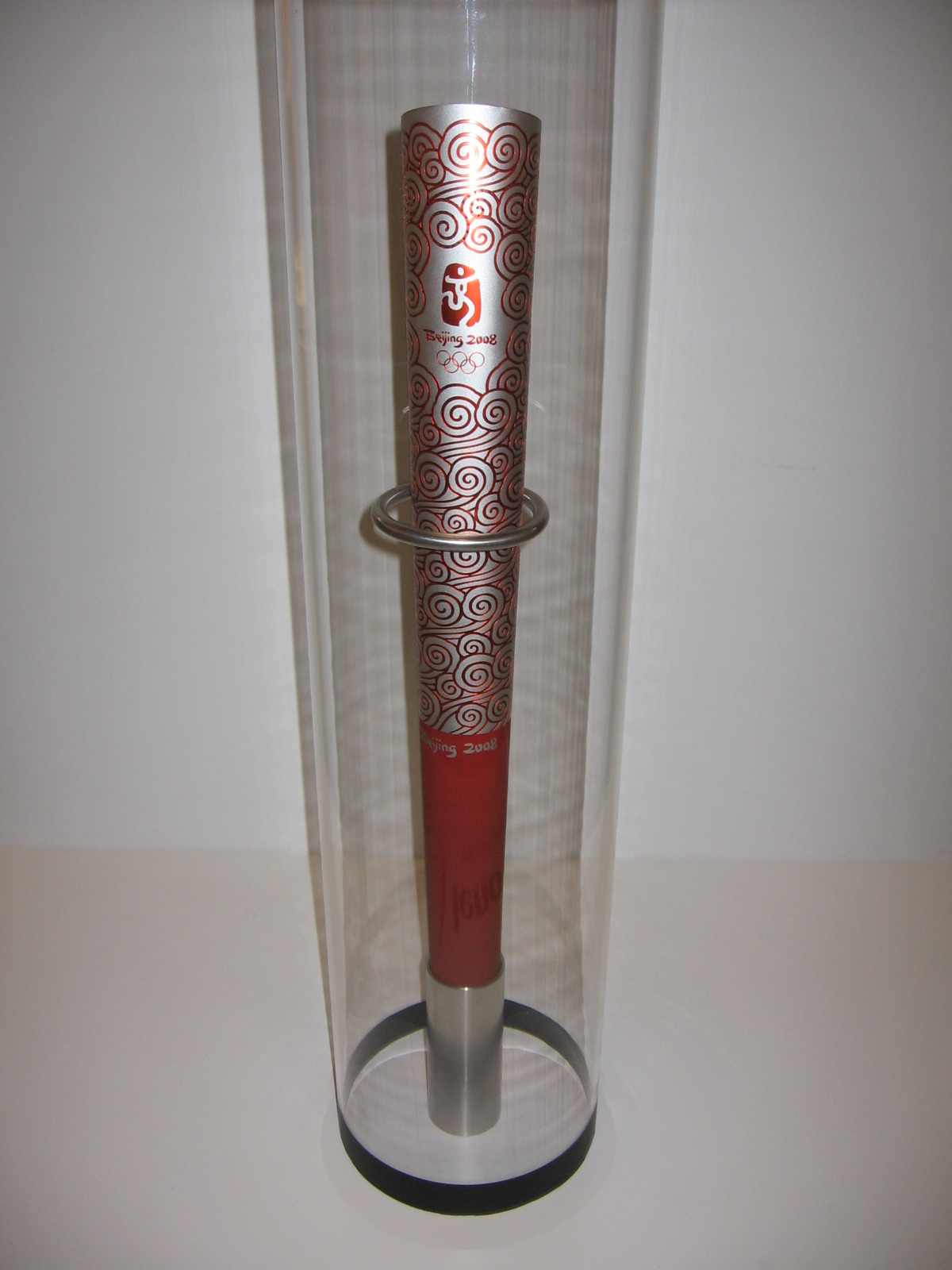
Torxa olímpica del 2008

La flama olímpica per a aquests jocs fou presentada oficialment el 26 d'abril de 2007 a Pequín pel president del Comitè Organitzador dels Jocs Olímpics de Pequín, Liu Qi, i el president del Comitè Olímpic Internacional, Jacques Rogge.
El lema de la flama fou Encén la passió i comparteix el somni. L'encesa de la flama es va fer a Olímpia, el 24 de març de 2008. L'acte d'encesa va estar marcat per un intent de boicot per part de dos activistes pro-tibetans que protestaven per la situació del Tibet.
Especialment intenses han estat les protestes al pas de la flama olímpica per la ciutat de Londres on, el 6 d'abril de 2008, fins a 35 persones han estat detingudes per la policia per intentat boicotejar la marxa de la flama.
El recorregut de la flama olímpica va dur per nom el Viatge de l'harmonia. Durant 130 dies la flama visità 136 ciutats dels 5 continents i recorregué prop de 137.000 km. Originàriament es proposà que la torxa visitaria Taipei després de deixar Vietnam i abans de fer cap a Hong Kong. Les autoritats de Taiwan, això no obstant, van rebutjar la proposta, ja que aquest recorregut faria que el pas per l'illa semblés una part del recorregut domèstic per l'interior del país, en lloc de part de la ruta internacional. Finalment la torxa viatjà directament del Vietnam a Hong Kong, amb els consegüents retrets entre les dues nacions.

## Logotip, mascotes i lema
El logotip dels Jocs Olímpics de 2008 fou conegut com a Pequín ballant i presentat el 3 d'agost de 2003. Es tracta de la representació d'un atleta o ballarí en un fons vermell dissenyat com un segell xinès tradicional. La forma del ballarí recorda l'ideograma xinès 京 jing, que significa capital, en referència a Pequín. A sota hi ha escrit Beijing 2008 i els cinc Anells Olímpics.
Les cinc mascotes oficials dels Jocs són anomenades en conjunt com a Fuwa (福娃, literalment nens de la sort). Foren presentades l'11 de novembre de 2005, 1000 dies abans de la inauguració dels Jocs, i representen els esports aquàtics, de lluita i combat, de pilota, gimnàstica i atletisme. Simbolitzen els cinc elements del taoisme: aigua, fusta, foc, terra i metall. A més cada mascota porta un dels cinc colors dels Anells Olímpics.
Cada un dels cinc noms fou escollit de tal manera que un nen el pogués pronunciar i recordar amb facilitat. Amb tot, a en unir els cinc noms, s'amaga un jocs de paraules: 北京欢迎你 Běijīng huānyíng nǐ, que es pot interpretar com a Pequín us dona la benvinguda.
Un món, un somni (en xinès 同一个世界 同一个梦想, Tóng yíge shìjiè tóng yíge mèngxiǎng) és el lema dels Jocs Olímpics 2008. Fou presentat públicament el 26 de juny de 2005 pel Comitè Organitzador.

## Instal·lacions esportives
La construcció de totes les instal·lacions va finalitzar durant el 2007. El govern xinès va construir o renovar 37 recintes esportius, així com 59 centres d'entrenament.

### Instal·lacions esportives a Pequín

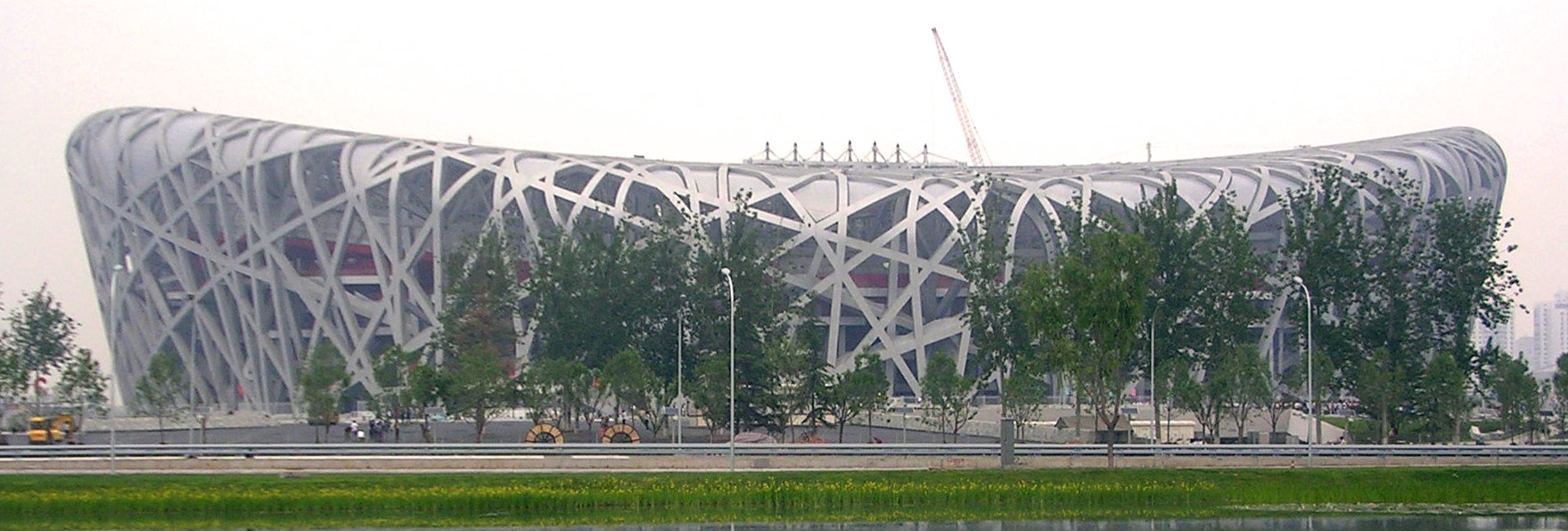
Estadi Nacional de Pequín.

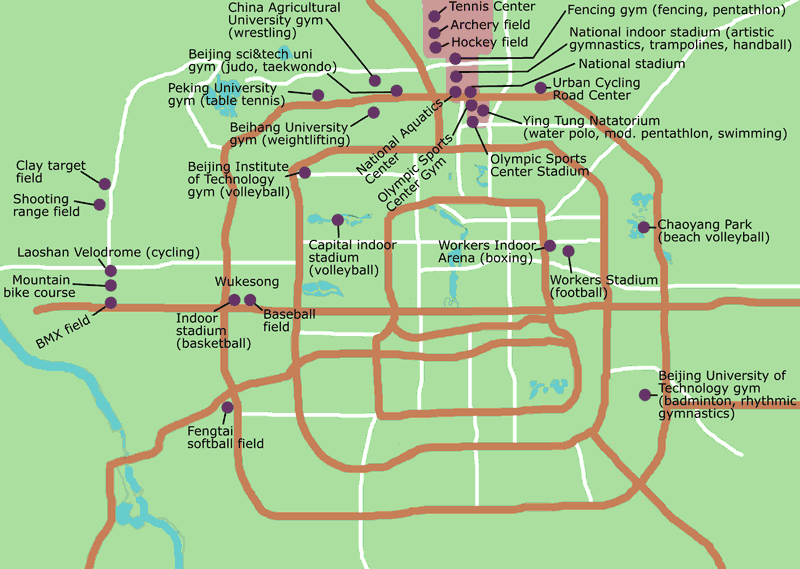
Mapa de la situació de les instal·lacions olímpiques a Pequín

#### Noves Construccions
- Estadi Nacional. atletisme i futbol
- Centre Aquàtic Nacional. natació, salts, natació sincronitzada i waterpolo
- Palau d'esports de Wukesong. bàsquet
- Pavelló de Tir de Pequín. tir de precisió
- Camp de Tir de Pequín. tir al plat
- Gimnàs Nacional. gimnàstica (artística i trampolí), handbol
- Velòdrom de Laoshan. ciclisme en pista
- Parc Olímpic de Rem-Piragüisme de Shunyi. rem i piragüisme (aigües tranquil·les i slalom).
- Gimnàs de la Universitat d'Agronomia de la Xina. lluita grecoromana
- Gimnàs de la Universitat de Pekín. tennis taula
- Gimnàs de la Universitat de Ciència i Tecnologia de Pequín. judo i taekwondo
- Gimnàs de la Universitat Tècnica de Pequín. bàdminton i gimnàstica rítmica

#### Instal·lacions existents
- Estadi del Centre Olímpic. futbol i pentatló modern
- Gimnàs del Centre Olímpic. handbol
- Estadi dels Treballadors. futbol
- Palau d'esports dels Treballadors. boxa
- Pavelló esportiu de la Capital. voleibol
- Estadi de Softbol de Fengtai. softbol
- Piscina Ying Tung. waterpolo i pentatló modern
- Pista de ciclisme de la Muntanya de Laoshan. ciclisme de muntanya
- Gimnàs de l'Institut Tecnològic. voleibol
- Gimnàs de la Universitat de Beihang. halterofília

#### Instal·lacions temporals
- Centre de Conferències del Parc Olímpic. esgrima i pentatló modern (esgrima)
- Camp d'Hoquei del Parc Olímpic. hoquei sobre herba
- Camp de tir amb arc del Parc Olímpic. tir amb arc
- Centre Olímpic de Tennis de Pequín. tennis
- Estadi de Beisbol de Wukesong. beisbol
- Laoshan. ciclisme
- Camp de Voleibol platja del Parc Chaoyang. Voleibol platja
- Instal·lació de triatló. triatló

### Instal·lacions esportives fora de Pequín
- Centre de Vela Internacional de Qingdao. vela
- Centre eqüestre olímpic de Hong Kong. hípica
- Estadi de Xanghai. futbol
- Estadi Olímpic de Qinhuangdao. futbol
- Estadi Olímpic de Shenyang. futbol
- Estadi Olímpic de Tianjin. futbol

## Esports i calendari
Durant els Jocs Olímpics de Pequín es disputaren 302 competicions (una més que a Atenes 2004) en 31 esports i 37 disciplines (les mateixes que als Atenes 2004).
Les novetats a les proves, nou en total, per aquesta edició foren 10 km masculí i femení en natació, BMX femení i masculí en ciclisme, 3000 m obstacles femenins en atletisme, equips masculí i femení en tennis de taula (reemplaça a les competicions de dobles), i en esgrima, sabre femení per equips i floret femení per equips. Vuit disciplines desapareixen: 1 km contrarellotge masculí i 500 m contrarellotge femení en ciclisme en pista, blanc mòbil masculí i doble fosa femení en Tir olímpic i espasa femenina per equips i floret masculí per equips en esgrima. En aquests Jocs es disputà per darrer cop la competició de beisbol i el softbol que seran eliminats del programa als Jocs Olímpics de Londres 2012.
El següent quadre mostra la llista d'esports inclosos als Jocs Olímpics de Pequín 2008 amb totes les competicions (302, 165 masculines, 127 femenines i 10 mixtes) entre parèntesis.
A la taula següent es detallen els dies en què es disputaran les competicions de cada esport, així com el nombre de finals per dia que se celebraran.

## Països i atletes participants
Tots els 205 comitès olímpics menys un (Brunei)
participaren en els Jocs. Xina i els Estats Units presentaren els equips més nombrosos amb 639 i 595 participants respectivament. Molts països presentaren només un atleta.
La nedadora sud-africana Natalie du Toit, que guanyà 5 medalles d'or als Jocs Paralímpics del 2004, es qualificà per competir als Jocs de Pequín, esdevenint la primera atleta amputada en competir als Jocs Olímpics des de Olivér Halassy el 1936. Natalia Partyka (nascuda sense l'avantbraç dret) competeix en tennis de taula per Polònia.
A continuació es mostra el llistat del Comitès Nacionals Olímpics participants (amb el nombre de competidors entre parèntesis):
| Llista de CON participants | Llista de CON participants | Llista de CON participants | Llista de CON participants |
| --- | --- | --- | --- |
| - Afganistan (4) - Albània (11) - Algèria (8) - Samoa Americana (4) - Andorra (5) - Angola (26) - Antigua i Barbuda (?) - Argentina (138) - Armènia (25) - Aruba (2) - Austràlia (433) - Àustria (72) - Azerbaidjan (39) - Bahames (19) - Bahrain (11) - Bangladesh (5) - Barbados (8) - Belarús (208) - Bèlgica (94) - Belize (3) - Benín (3) - Bermudes (6) - Bhutan (2) - Bolívia (6) - Bòsnia i Hercegovina (5) - Botswana (2) - Brasil (277) - Illes Verges Britàniques (2) - Bulgària (72) - Burkina Faso (4) - Burundi (3) - Cambodja (6) - Camerun (3) - Canadà (332) - Cap Verd (3) - Illes Caiman (3) - República Centreafricana (3) - Txad (2) - Xile (27) - R.P. de la Xina (639) - Xina Taipei (80) - Colòmbia (64) - Comores (3) - R.D. del Congo (2) - Rep. del Congo (3) - Illes Cook (4) - Costa Rica (6) - Costa d'Ivori (?) - Croàcia (106) - Cuba (149) - Xipre (17) | - Txèquia (130) - Dinamarca (83) - Djibouti (4) - Dominica (?) - República Dominicana (23) - Equador (25) - Egipte (103) - El Salvador (11) - Guinea Equatorial (3) - Eritrea (11) - Estònia (47) - Etiòpia (36) - Fiji (6) - Finlàndia (55) - França (323) - Micronèsia (?) - Macedònia del Nord (7) - Gabon (4) - Gàmbia (3) - Geòrgia (35) - Alemanya (439) - Ghana (9) - Regne Unit (312) - Grècia (159) - Grenada (1) - Guam (5) - Guatemala (12) - Guinea (1) - Guinea Bissau (3) - Guyana (4) - Haití (1) - Hondures (25) - Hong Kong (34) - Hongria (171) - Islàndia (26) - Índia (57) - Indonèsia (24) - Iran (55) - Iraq (4) - Irlanda (54) - Israel (43) - Itàlia (344) - Jamaica (56) - Japó (351) - Jordània (7) - Kazakhstan (132) - Kenya (56) - Kiribati (3) - Corea del Nord (63) - Corea del Sud (267) - Kuwait (6) | - Kirguizstan (21) - Laos (4) - Letònia (49) - Líban (5) - Lesotho (4) - Libèria (3) - Líbia (7) - Liechtenstein (2) - Lituània (69) - Luxemburg (12) - Madagascar (4) - Malawi (4) - Malàisia (33) - Maldives (4) - Mali (12) - Malta (6) - Illes Marshall (5) - Mauritània (3) - Maurici (2) - Mèxic (85) - Moldàvia (31) - Mònaco (2) - Mongòlia (29) - Montenegro (17) - Marroc (49) - Moçambic (6) - Myanmar (6) - Namíbia (9) - Nauru (1) - Nepal (7) - Països Baixos (245) - Antilles Neerlandeses (3) - Nova Zelanda (182) - Nicaragua (6) - Níger (5) - Nigèria (33) - Noruega (85) - Oman (4) - Pakistan (21) - República de Palau (4) - Palestina (4) - Panamà (3) - Papua Nova Guinea (7) - Paraguai (5) - Perú (12) - Filipines (15) - Polònia (268) - Portugal (78) - Puerto Rico (22) - Qatar (22) - Romania (102) | - Rússia (467) - Ruanda (4) - Saint Kitts i Nevis (4) - Saint Lucia (6) - Saint Vincent i les Grenadines (2) - São Tomé i Príncipe (3) - Samoa (6) - San Marino (4) - Aràbia Saudita (16) - Senegal (8) - Sèrbia (92) - Seychelles (8) - Sierra Leone (2) - Singapur (25) - Eslovàquia (57) - Eslovènia (62) - Salomó (3) - Somàlia (2) - Sud-àfrica (136) - Espanya (287) - Sri Lanka (8) - Sudan (9) - Surinam (4) - Eswatini (4) - Suècia (97) - Suïssa (84) - Síria (7) - Tadjikistan (13) - Tanzània (10) - Tailàndia (25) - Timor Oriental (2) - Togo (1) - Tonga (3) - Trinitat i Tobago (28) - Tunísia (32) - Turquia (68) - Turkmenistan (10) - Tuvalu (3) - Uganda (11) - Ucraïna (254) - Emirats Àrabs Units (5) - Estats Units (595) - Uruguai (12) - Uzbekistan (58) - Vanuatu (3) - Veneçuela (109) - Vietnam (21) - Illes Verges Americanes (5) - Iemen (5) - Zàmbia (7) - Zimbàbue (13) |

Les Illes Marshall i Tuvalu obtingueren Comitè Olímpic el 2006 i 2007 respectivament, i participen en els Jocs per primer cop.
Els estats de Sèrbia i Montenegro, que participaren en els Jocs del 2004 units com Sèrbia i Montenegro, hi prenen part separats. El Comitè Olímpic de Montenegro fou acceptat el 2007. El Comitè Olímpic Internacional ha promès acceptar la recentment independent República de Kosovo, però no participa en els Jocs de Pequín.
Corea del Nord i Corea del Sud mantingueren converses per presentar un equip unit per als Jocs, però la proposta no reeixí per un desacord en la proporció d'atletes a participar-hi per cadascun dels països.
El 24 de juliol de 2008, el COI prohibí la participació d'Iraq a causa d'interferències polítiques del govern en l'esport. El 29 de juliol, el COI revisà la seva decisió a canvi de la promesa del país d'assegurar la independència del seu Comitè Olímpic i de permetre eleccions lliures abans de novembre.
Brunei Darussalam anava a participar en els Jocs, però fou desqualificat el 8 d'agost en no haver registrat correctament els seus atletes.

## Els jocs
La Cerimònia d'inauguració dels Jocs Olímpics de Pequín 2008 se celebrà a l'Estadi Nacional de Pequín. Començà a les 8:08 PM (horari xinès) (UTC+8) el 8 d'agost de 2008.
 El nombre vuit està associat amb prosperitat i confiança a la cultura xinesa i per aquest motiu s'escollí com a moment d'inici les 8 hores del dia 8 del més 8 de l'any 2008.
La cerimònia fou dirigida pel cineasta xinès Zhang Yimou i va incloure la participació d'uns 15.000 actuants.
Una rica ressenya de l'antic art i cultura xinesa dominà la cerimònia. Començà amb una sèrie de cops de tambor com a compte enrere. La cançó oficial dels Jocs fou interpretada per la britànica Sarah Brightman i la xinesa Liu Huan, i porta per títol You and Me.
L'antic gimnasta xinès Li Ning fou l'encarregat de prendre el peveter olímpic.
L'espectacle pirotècnic fou dissenyat per Cai Guo-Qiang.

## Medaller
| Posició | Estat                 | Or | Argent | Bronze | Total |
| 1       | R.P. de la Xina (CHN) | 51 | 21     | 28     | 100   |
| 2       | Estats Units (USA)    | 36 | 38     | 36     | 110   |
| 3       | Rússia (RUS)          | 23 | 21     | 28     | 72    |
| 4       | Regne Unit (GBR)      | 19 | 13     | 15     | 47    |
| 5       | Alemanya (GER)        | 16 | 10     | 15     | 41    |
| 6       | Austràlia (AUS)       | 14 | 15     | 17     | 46    |
| 7       | Corea del Sud (KOR)   | 13 | 10     | 8      | 31    |
| 8       | Japó (JPN)            | 9  | 6      | 10     | 25    |
| 9       | Itàlia (ITA)          | 8  | 10     | 10     | 28    |
| 10      | França (FRA)          | 7  | 16     | 17     | 40    |

### Medallistes més guardonats
Categoria masculina
| Nom            | CON             | Disciplina | Or | Plata | Bronze | Total |
| Michael Phelps | Estats Units    | Natació    | 8  | 0     | 0      | 8     |
| Ryan Lochte    | Estats Units    | Natació    | 2  | 0     | 2      | 4     |
| Chris Hoy      | Regne Unit      | Ciclisme   | 3  | 0     | 0      | 3     |
| Usain Bolt     | Jamaica         | Atletisme  | 3  | 0     | 0      | 3     |
| Zou Kai        | R.P. de la Xina | Gimnàstica | 3  | 0     | 0      | 3     |
| Yang Wei       | R.P. de la Xina | Gimnàstica | 2  | 1     | 0      | 3     |

Categoria femenina
| Nom                   | CON          | Disciplina | Or | Plata | Bronze | Total |
| Natalie Coughlin      | Estats Units | Natació    | 1  | 2     | 3      | 6     |
| Nastia Liukin         | Estats Units | Gimnàstica | 1  | 3     | 1      | 5     |
| Libby Lenton-Trickett | Austràlia    | Natació    | 2  | 1     | 1      | 4     |
| Kirsty Coventry       | Zimbàbue     | Natació    | 1  | 3     | 0      | 4     |
| Shawn Johnson         | Estats Units | Gimnàstica | 1  | 3     | 0      | 4     |
| Stephanie Rice        | Austràlia    | Natació    | 3  | 0     | 0      | 3     |